# Картињи
Картињи (фр. Cartigny) насеље је и општина у североисточној Француској у региону Пикардија, у департману Сома која припада префектури Перон.
По подацима из 2011. године у општини је живело 737 становника, а густина насељености је износила 48,65 становника/km². Општина се простире на површини од 15,15 km². Налази се на средњој надморској висини од 60 метара (максималној 107 m, а минималној 55 m).

## Демографија
| 1962. | 1968. | 1975. | 1982. | 1990. | 1999. | 2011. |
| ----- | ----- | ----- | ----- | ----- | ----- | ----- |
| 730   | 750   | 659   | 804   | 770   | 701   | 737   |

График промене броја становника у току последњих година